# Johann Karl Vietor
Johann Karl (Carl) Vietor (* 31. Dezember 1810 in Bremen; † 17. Januar 1870 in Bremen) war ein deutscher Kaufmann und Unternehmer.

## Biografie
Karl Vietor, ein Bruder des Theologen Cornelius Rudolph Vietor, erlernte den Kaufmannsberuf und war danach einige Jahre in Amerika tätig. Er übernahm danach in Bremen die Firma Friedr. M. Vietor Söhne seines Vaters, Friedrich Martin Vietor (1776–1836), und begann mit eigenen Schiffen die Passagierschifffahrt nach Amerika, wo er in seiner Jugend einige Jahre gelebt hatte. Er importierte amerikanische Waren und erlangte mit der Firma eine führende Stellung im Tabakimport. Auch zu Afrika entwickelten sich Beziehungen. Das Bremer Handelshaus Friedrich M. Vietor Söhne errichtete 1856 in Togo eine Niederlassung. Sein Neffe Karl Vietor trat 1884 in die Firma ein und führte die Unternehmungen in Togo und Westafrika seit 1888 weiter.
In Bremen war Vietor aktiv im kirchlichen Leben tätig. Als Bauherr an St. Stephani von 1851 bis 1868 betrieb er den Neubau des Kirchturms, war am Bau des ersten deutschen Seemannsheims und des Diakonissenhauses beteiligt und wirkte mit seinem Bruder Friedrich Martin (1821–1906) im Rahmen der Inneren Mission.
Beteiligt war Vietor auch an der Gründung der Bremer Bank und der Gesellschaft zur Rettung Schiffbrüchiger. Eine konservative Politik betrieb er in der Bremer Bürgerschaft.

## Norddeutsche Mission
Wesentliche Impulse verdankt ihm die Norddeutsche Mission in Westafrika. Während man schon 1851 im Vorstand der Handelsfirma Friedr. M. Vietor Söhne über eine regelmäßige Schiffs- und Handelsverbindung zu Westafrika nachgedacht hatte, kam es in den 60er Jahren zu einer engen Kooperation mit der Norddeutschen Mission. Die Firma verpflichtete sich, die Personen und Waren der Mission zu Preisen nach Afrika zu transportieren, die 40 % unter den gültigen Tarifen lagen.
Vietor gehörte zum Leitungsgremium der Gesellschaft. Sein Bruder, Pastor Cornelius Rudolf Vietor (1814–1897), war 1851 Gründungsmitglied der Norddeutschen Mission, 1868–1888 ihr Vorstandsvorsitzender und Präses.
Der Pfarrer und Schriftsteller Nathanael Jünger gestaltete Vietors Leben literarisch in dem Roman Rodenkampp Söhne. Deutscher Kolonialroman aus Bremens Vergangenheit und Zukunft (Hinstorff, Wismar 1924).